# Институт истории и этнологии имени И. Джавахишвили
Институт истории и этнологии имени И. Джавахишвили (груз. ივანე ჯავახიშვილის სახელობის ისტორიისა და ეთნოლოგიის ინსტიტუტი) — научно-исследовательский институт в Тбилиси, Грузия, основанный в 1936 году.

## История
Ведёт свою историю от Кавказского историко-археологического института, основанного в 1917 году при участии Н. Я. Марра. Основан в 1936 году как Институт языка, истории и материальной культуры имени академика Н. Я. Марра в составе Грузинского филиала Академии наук СССР. В 1941 году при преобразовании филиала в Академию наук Грузинской ССР из состава института был выделен Институт языкознания. В 1964 году в связи с расширением археологических исследований институт переименован в Институт истории, археологии и этнографии. В 1977 году из его состава был выделен центр археологических исследований. В 2006 году институт был выведен из системы Национальной академии наук Грузии. С 2011 года является частью Тбилисского государственного университета.

## Названия
- 1936—1941: Институт языка, истории и материальной культуры (ИЯИМК) имени академика Н. Я. Марра Грузинского филиала Академии наук СССР
- 1941—1943: Институт истории Академии наук Грузинской ССР
- 1943—1964: Институт истории имени И. А. Джавахишвили Академии наук Грузинской ССР
- 1964—1977: Институт истории, археологии и этнографии (ИИАЭ) имени И. А. Джавахишвили Академии наук Грузинской ССР
- 1977—1991: Институт истории и этнографии имени И. А. Джавахишвили Академии наук Грузинской ССР
- 1991—2006: Институт истории и этнологии имени И. Джавахишвили Национальной академии наук Грузии
- 2006—2011: Институт истории и этнологии имени И. Джавахишвили
- 2011—н. в.: Институт истории и этнологии имени И. Джавахишвили Тбилисского государственного университета

## Структура
- Отдел истории древних стран
- Отдел истории и источниковедения средневековой Грузии
- Секция новой и новейшей истории
- Отдел этнологии Грузии
- Отдел этнологии Кавказа
- Лаборатория антропологических исследований
- Библиотека
- Историко-этнологический архив

## Директора
- 1936—1947: С. Н. Джанашиа
- 1948—1965: Н. А. Бердзенишвили
- 1965—1999: Г. А. Меликишвили
- 1999—2006: Д. Л. Мусхелишвили
- 2006—2018: В. Кикнадзе[груз.]
- 2018—н. в.: Г. Чеишвили